# Rocca Cigliè
Rocca Cigliè – miejscowość i gmina we Włoszech, w regionie Piemont, w prowincji Cuneo.
Według danych na rok 2004 gminę zamieszkiwało 157 osób, 22,4 os./km².